# Henry Kyemba

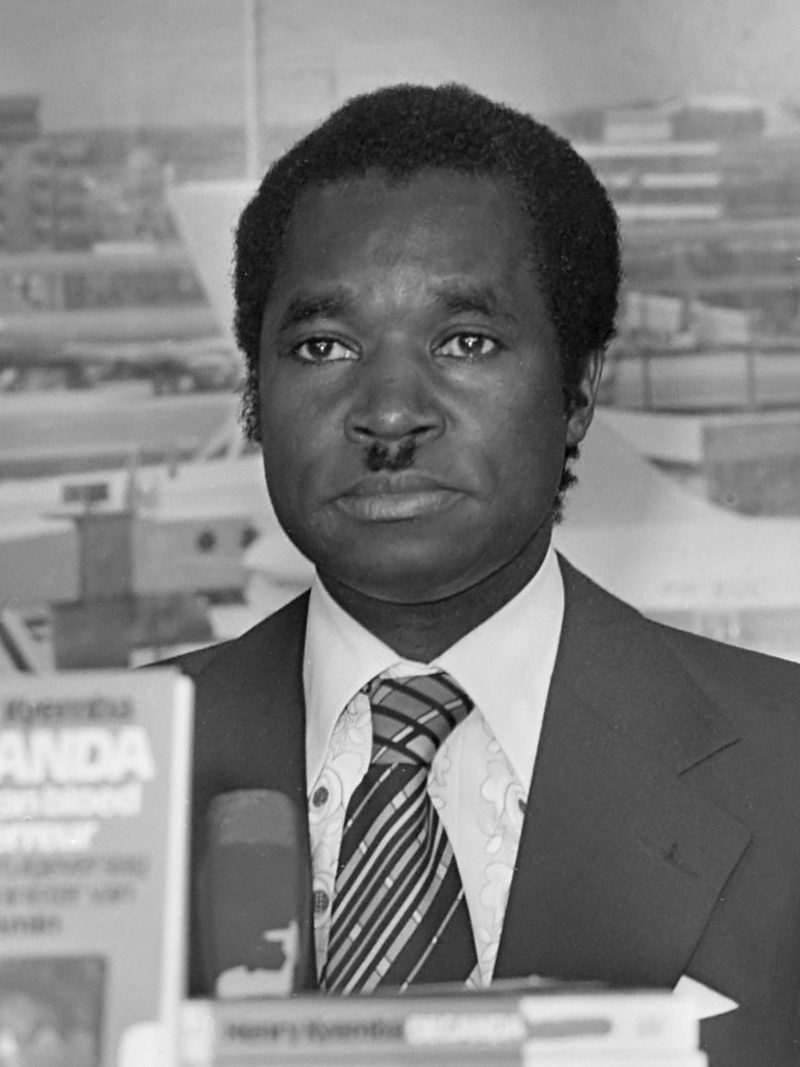
Henry Kyemba (1977)

Henry Kyemba (* 8. Februar 1939; † 18. Oktober 2023 in Namugongo) war ein ugandischer Politiker.
Kyemba hatte verschiedene höhere politische Positionen inne und wurde unter Idi Amin Gesundheitsminister. Dieses Amt übte er zwischen Februar 1974 und Mai 1977 aus, bevor er ins Exil flüchtete. Er ist Autor des Buches State of Blood, welches er 1977 nach seiner Flucht geschrieben hat und darin die Herrschaft des Diktators Amin beschreibt.

## Werke
- Henry Kyemba: A State of Blood: The Inside Story of Idi Amin. Ace Books, New York 1977.